# San Sebastiano (Henner)
San Sebastiano (Saint Sébastien) è un quadro realizzato dall'artista francese Jean-Jacques Henner nel 1888 e che si trova al museo nazionale Jean-Jacques-Henner di Parigi.

## Storia
Esposta al Salone degli artisti francesi nel 1888, l'opera venne acquistata dallo stato alla fine della mostra per il museo del Lussemburgo, che allora esponeva le creazioni degli artisti ancora in vita. Nel 1889 venne esposta all'esposizione universale di Parigi. Dal 1929 si trova al museo nazionale dedicato a Henner e nel 1986 divenne di proprietà del museo d'Orsay.

## Descrizione
Quest'olio su tela (del quale esistono alcuni studi) è un dipinto religioso che rappresenta san Sebastiano mentre viene curato da due signore romane dopo essere stato colpito dalle frecce che si trovano nell'angolo in basso a destra della composizione. Il giovane martire è nudo ed è seduto su una roccia, davanti a delle tenebre che inghiottono il suo braccio sinistro e dalle quali le figure femminili, velate di nero, emergono appena. C'è quindi un contrasto fortissimo tra il corpo candido del santo e il resto della composizione. Una caricatura dell'epoca si burlava di questa resa della luminosità e delle ombre, vedendoci piuttosto un "san Sebastiano mangiato dai pipistrelli". Questo contrasto riprendeva le pitture di Pierre-Paul Prud'hon e un critico dell'epoca paragonò questa composizione a quelle di Antonio Allegri da Correggio.
San Sebastiano è una figura onnipresente nella storia dell'arte, ma questo dipinto di Henner è abbastanza singolare. Il quadro mette molto in risalto il corpo del martire romano e relega gli strumenti del suo martirio in un angolo. Non viene neppure mostrato il sangue del santo. La tela non raffigura l'agonia del santo, ma una morte relativamente tranquilla.